# Gwardia Szwajcarska
Gwardia Szwajcarska (łac. Cohors pedestris Helvetiorum a sacra custodia Pontificis, wł. Guardia Svizzera Pontificia) – piesza formacja wojskowa pełniąca rolę straży przybocznej papieża, formalnie istniejąca od XVI wieku. 
Uważana za najmniejszą i najstarszą istniejącą armię świata – od roku 1506. W swej historii funkcjonowała z przerwami (po raz pierwszy od 1527 do 1548 roku, kiedy reaktywował ją papież Paweł III). W 1798 rozwiązana wskutek okupacji wojsk francuskich (napoleońskich) i reaktywowana w 1801 przez papieża Piusa VII oraz ponownie rozwiązana w 1808 i w 1814 przywrócona przez tegoż papieża.

## Historia

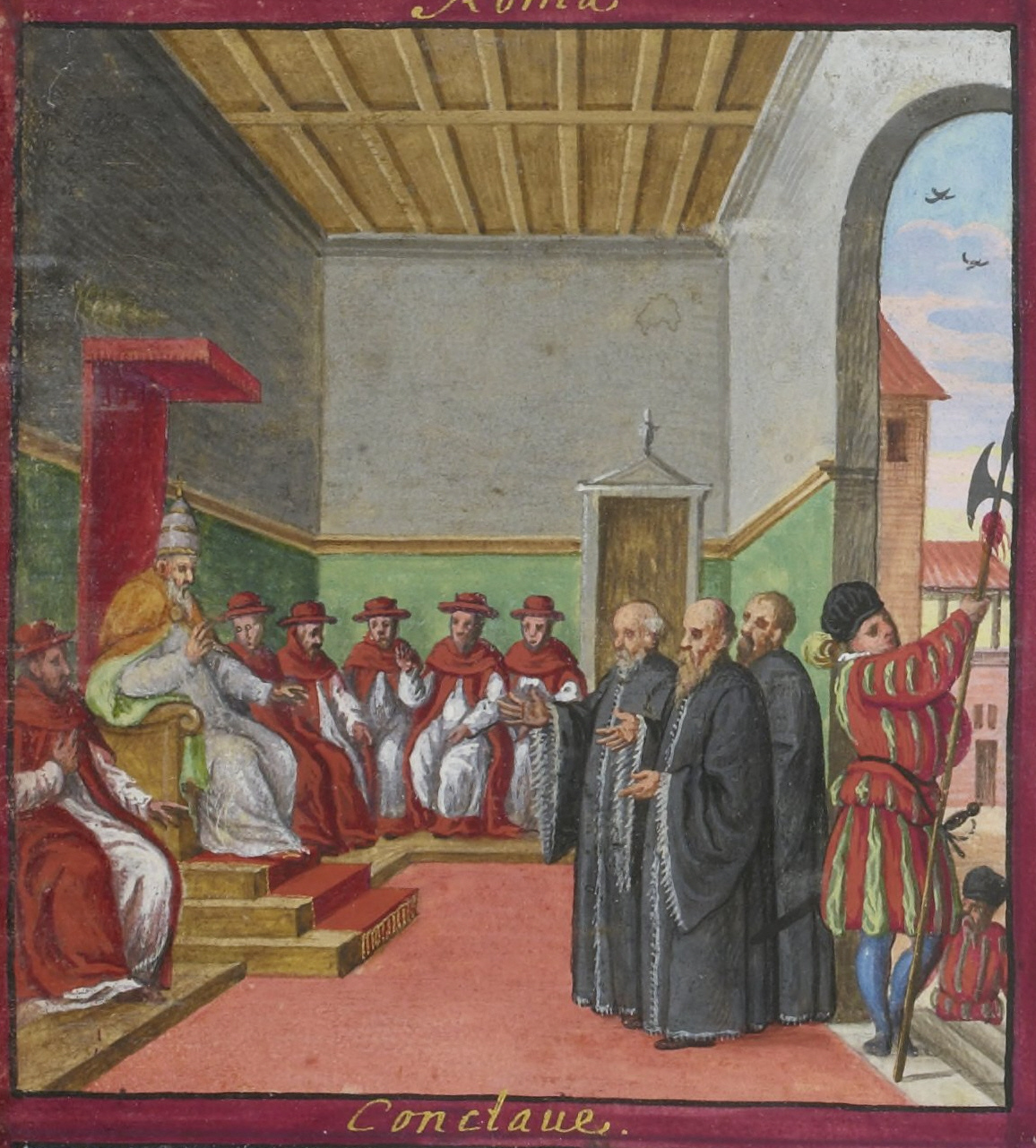
Konklawe 1565–1566 – po prawej strzegący wejścia gwardzista

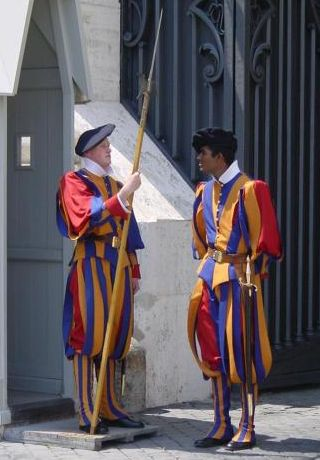
Współcześni gwardziści (z wyposażeniem w broń drzewcową)

Pierwszą gwardię papieską zwerbowano w 1505 roku na polecenie papieża Juliusza II za pieniądze augsburskiego przedsiębiorcy i finansisty, Jakoba Fuggera.
22 stycznia 1506 roku 150 szwajcarskich najemników przybyło do Rzymu dla ochraniania papieży. W przypadku formowania gwardii złożonej ze Szwajcarów niebagatelną rolę odgrywała panująca wówczas na dworach europejskich moda na posiadanie takich oddziałów strażniczych. Szwajcarów powszechnie uważano za dzielnych, zdyscyplinowanych i wiernych żołnierzy.

## Skład osobowy
Obecnie papieskie wojsko liczy 135 żołnierzy: oficerów, podoficerów, halabardników i dwóch doboszy. Jego komendant ma rangę pułkownika, jest tzw. „domownikiem papieskim” i posiada tytuł szlachcica Jego Świątobliwości.
Żołnierzami Gwardii Szwajcarskiej mogą być wyłącznie katoliccy obywatele Szwajcarii (pochodzą głównie z kantonów katolickich Lucerna i Valais). W momencie zaprzysiężenia muszą być kawalerami o nieskalanej opinii, odbyć zasadniczą służbę wojskową w armii swego kraju, mieć od 19 do 30 lat i liczyć powyżej 174 cm wzrostu. Zasadnicza służba w Gwardii Szwajcarskiej trwa dwa lata (z możliwością przedłużenia).
Oficerowie to:
- pułkownik – dowódca Gwardii
- podpułkownik – szef sztabu
- kapelan (godnością porównywalny do stopnia podpułkownika)
- major
- 2 kapitanów
- 3 poruczników (komendanci 1, 2 i 3 plutonu) – stopień wprowadzony od 1 grudnia 2020[7].

Podoficerowie to:
- starszy sierżant – pełniący funkcję chorążego
- 5 sierżantów – zastępcy komendantów plutonów
- 10 kaprali – dowódcy drużyn
- 10 wicekaprali – zastępcy dowódców drużyn

Szeregowi:
- 78 halabardników (w tym 2 doboszy)

Powyższe liczby odnoszą się do stanu sprzed zwiększenia liczebności ze 110 do 135 żołnierzy.
Wobec faktu, iż liczba gwardzistów przekracza 10% mieszkańców państwa, Jan Paweł II miał niegdyś nazwać Watykan najbardziej zmilitaryzowanym krajem świata.

## Strój i uzbrojenie
Gwardziści umundurowani są w barwne uniformy, podobne do tych, w jakich w roku 1506 przybyli do Rzymu ich pierwsi żołnierze. Są to barwy szlacheckiej rodziny Medyceuszy. Niezgodny z prawdą jest przekaz, że ich mundury zaprojektował Michał Anioł Buonarroti. Z upływem czasu stroje gwardzistów modyfikowano zgodnie z duchem poszczególnych epok. Obecne uniformy zostały zaprojektowane przez byłego komendanta Gwardii Szwajcarskiej w 1914 i swym wyglądem nawiązują do XVI-wiecznego pierwowzoru.
Codzienny mundur jest jednolicie błękitny i prostszy w kroju od paradnego.
Gwardziści używają następujących mundurów:
- błękitny mundur codzienny (dla oficerów – z naramiennikami)
- oficerski czarny mundur wyjściowy(naramienniki oficerów starszych złote z czarnym obszyciem)
- mundur zwykły galowy (barwy podano w tabelce poniżej)
- mundur wielkiej gali (z XVII-wieczną zbroją i morionem na mundurze galowym)

Podczas wojskowych spotkań integracyjnych (międzynarodowych lub szwajcarskich) gwardziści używają mundurów szwajcarskich z naszywką przynależności do Gwardii Papieskiej.

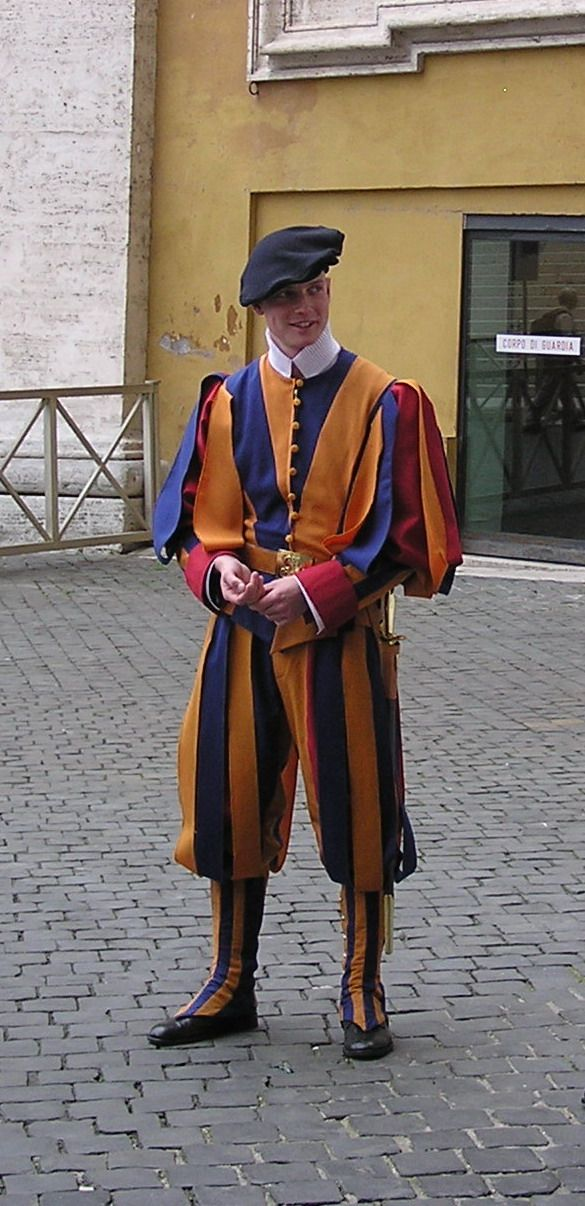
Gwardzista w typowym mundurze dziennym
Mundur gwardzisty z około 1850 r.
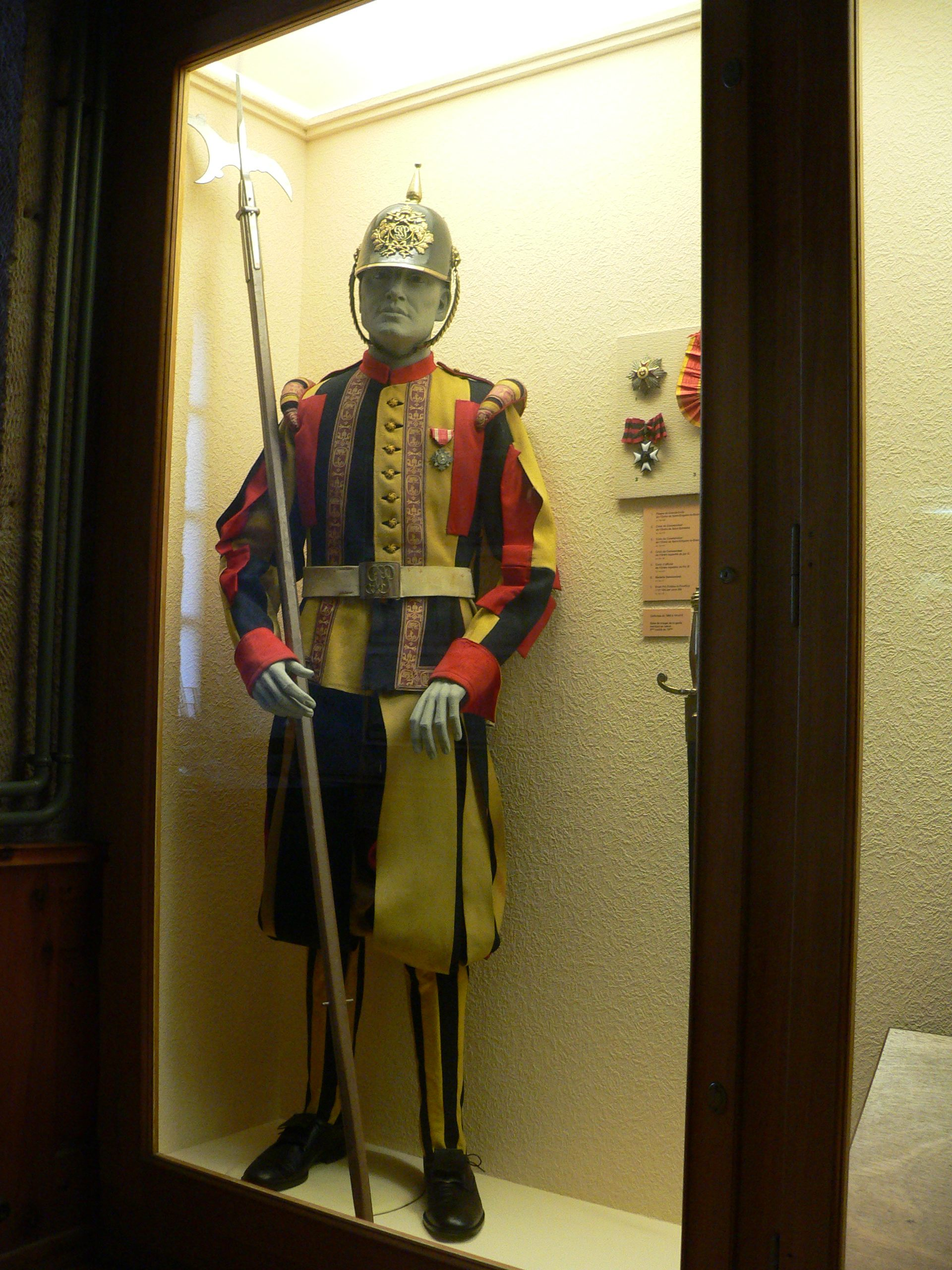
Dawny mundur i wyposażenie gwardzisty
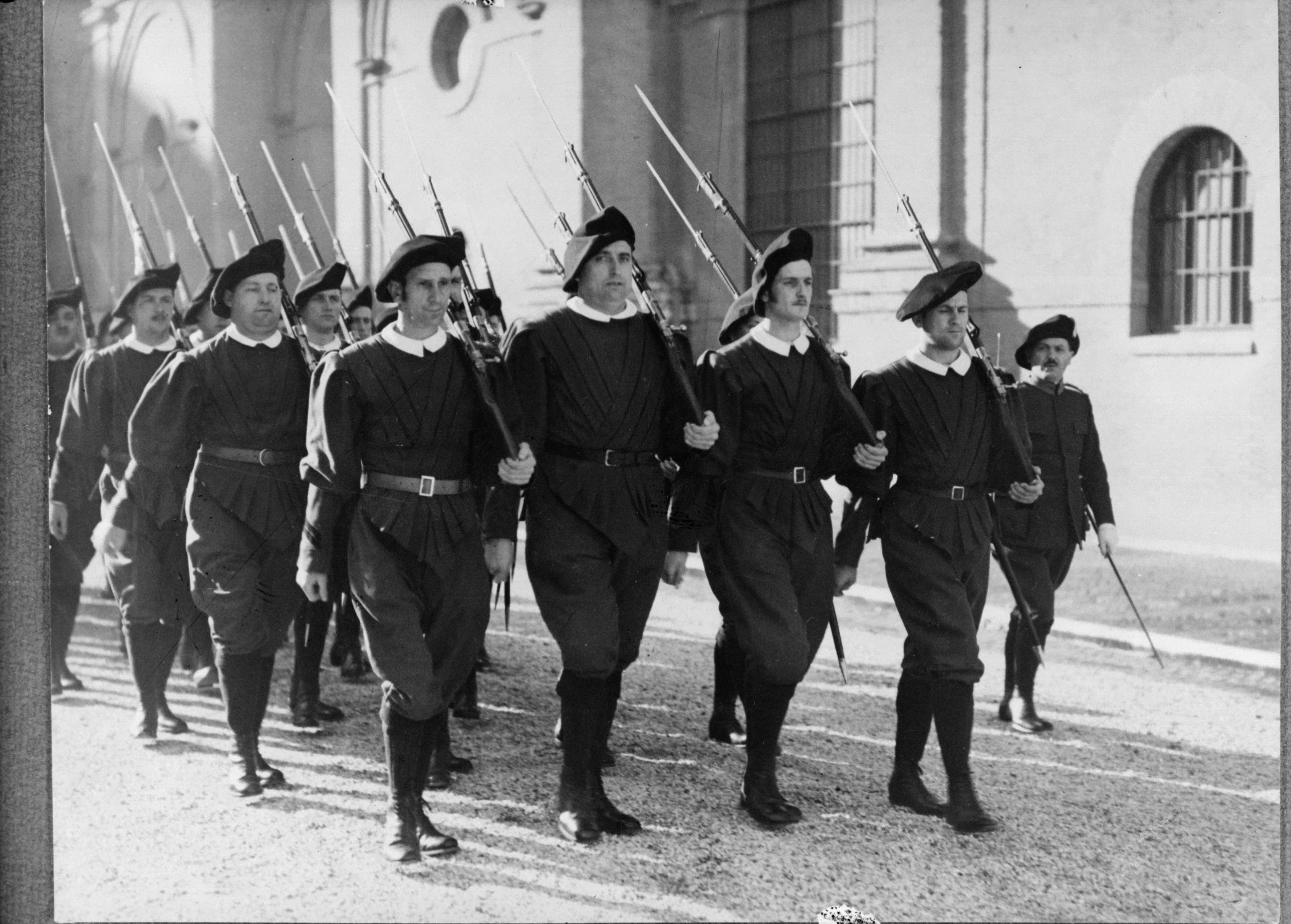
Gwardziści w mundurach ćwiczebnych (1938)
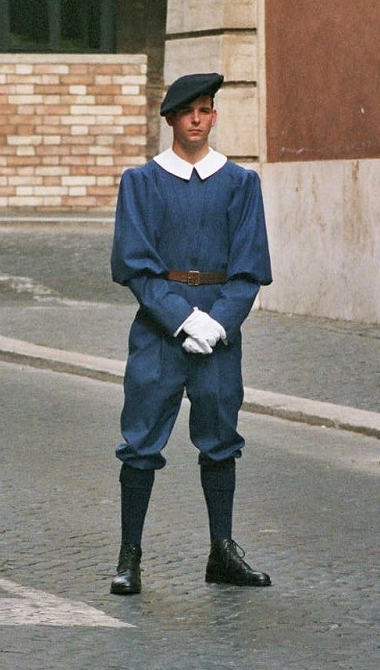
Mundur noszony zwykle nocą
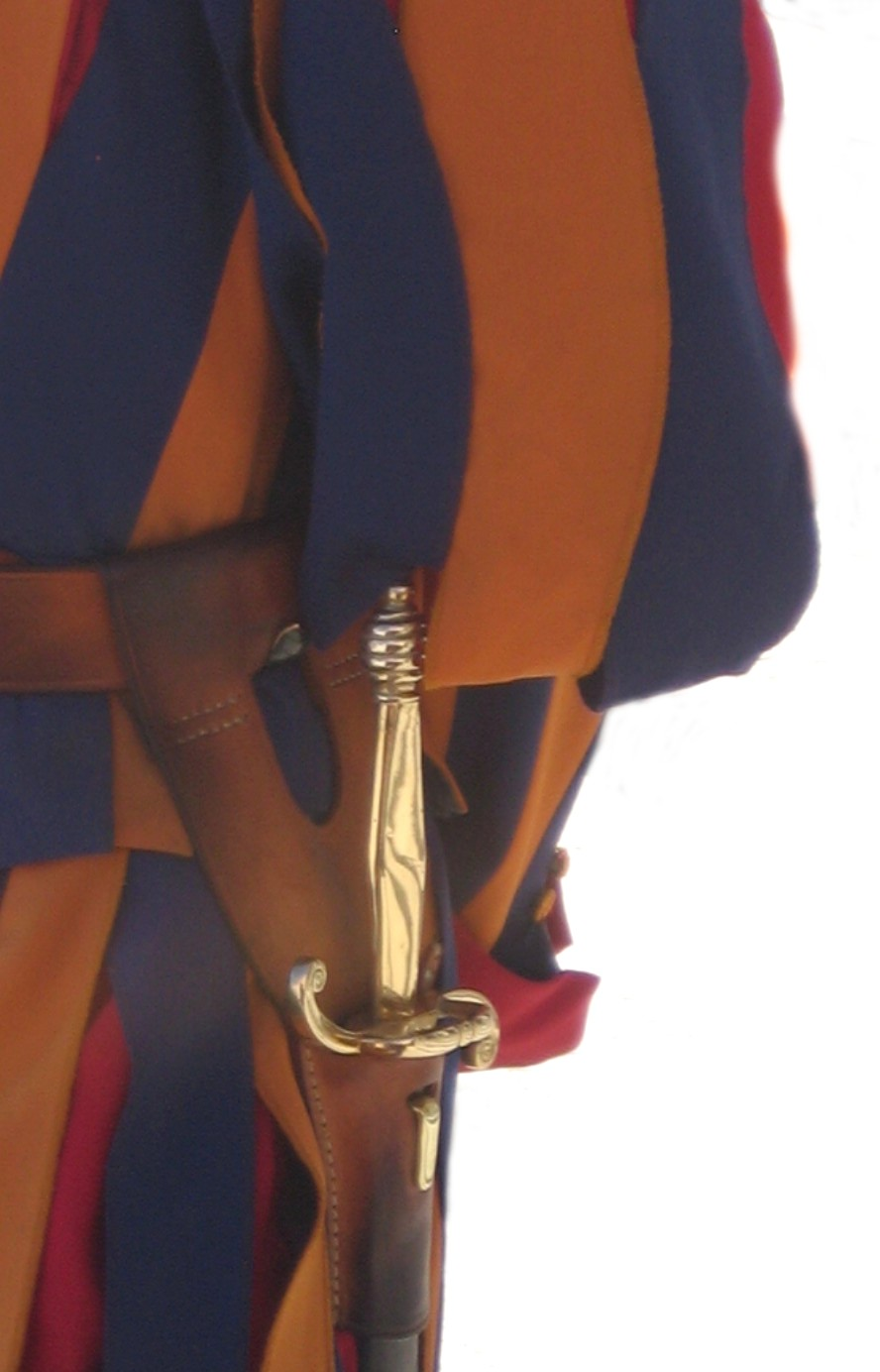
Krótki miecz gwardzisty (katzbalger)
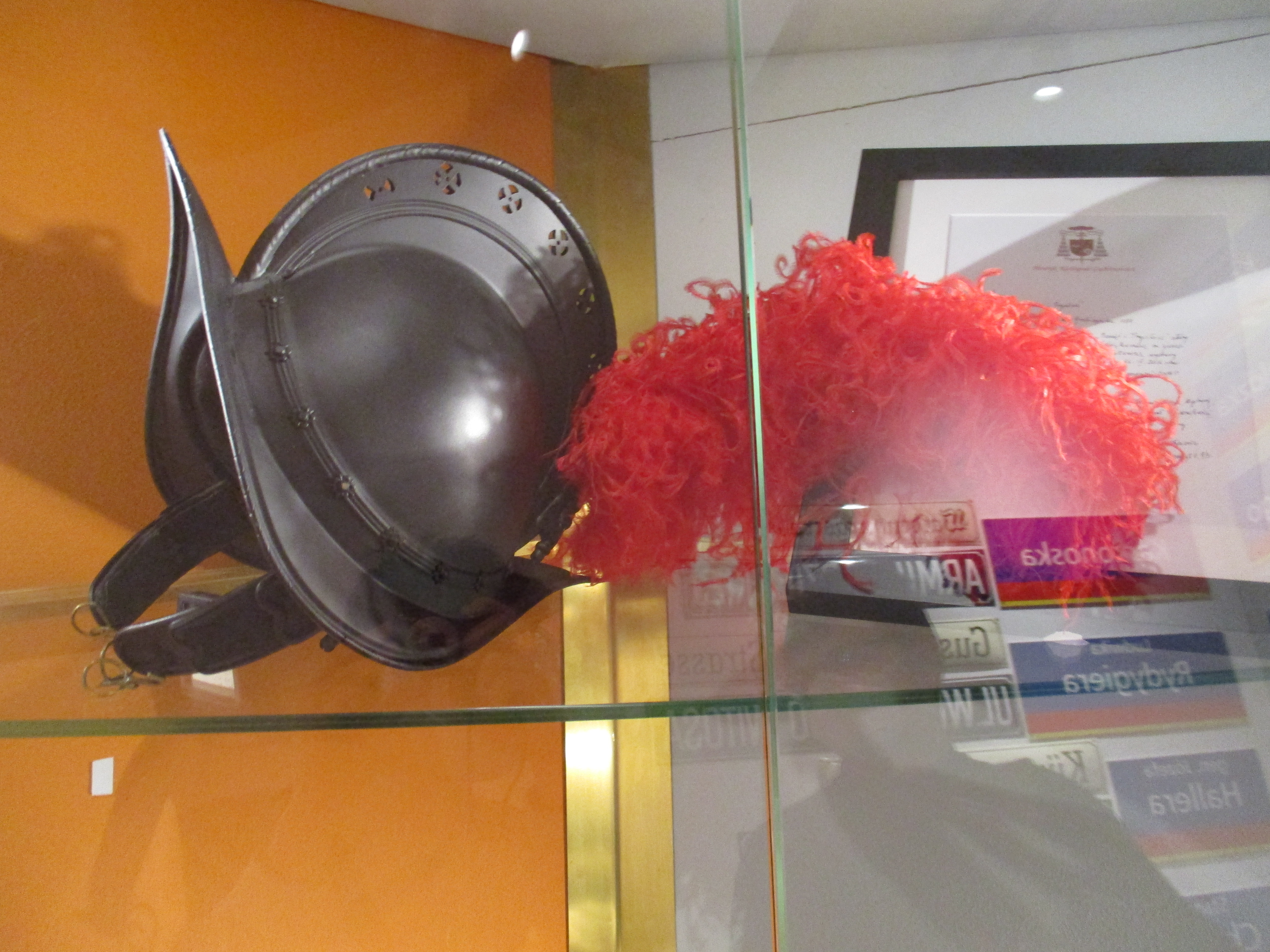
Morion gwardzisty (Centrum Historii Zajezdnia we Wrocławiu)

### Elementy ubioru[10]
| Stopień                                                    | Pułkownik | Podpułkownik | Major    | Kapitan  | Porucznik |
| Naramienniki noszone tylko z niebieskim strojem codziennym |           |              |          |          |           |
| Oznaki stopnia na berecie                                  |           |              |          |          |           |
| Hełm                                                       |           |              |          |          | [ 12 ]    |
| Barwy munduru galowego                                     | Czerwony  | Czerwony     | Czerwony | Czerwony | Czerwony  |

| Stopień                   | Starszy sierżant  | Sierżant          | Kapral                      | Wicekapral                  | Halabardzista/Gwardzista    | Gwardzista w funkcji dobosza |
| Naramienniki              | Brak              | Brak              | Brak                        | Brak                        | Brak                        | Brak                         |
| Oznaki stopnia na berecie |                   |                   |                             |                             | Brak                        | Brak                         |
| Hełm                      |                   |                   |                             |                             |                             |                              |
| Barwy munduru galowego    | Czarny i czerwony | Czarny i czerwony | Niebieski, żółty i czerwony | Niebieski, żółty i czerwony | Niebieski, żółty i czerwony | Niebieski, żółty i czarny    |

### Broń i rynsztunek
| Stopień        | Oficerowie  | Sierżanci                       | Kapral                          | Wicekapral                      | Halabardzista                   |
| Broń drzewcowa | Nie używają | Nie używają                     |                                 | <                               |                                 |
| Broń drzewcowa | Nie używają | Nie używają                     | Partyzana                       | Partyzana                       | Halabarda                       |
| Miecz          | Rapier      | Krótki miecz (~1m) – katzbalger | Krótki miecz (~1m) – katzbalger | Krótki miecz (~1m) – katzbalger | Krótki miecz (~1m) – katzbalger |
| Inne           |             | Laska                           |                                 |                                 |                                 |

W skład pocztu sztandarowego poza starszym sierżantem z funkcją chorążego wchodzi też dwóch kaprali albo wicekaprali z flambergami.
Pełniąc funkcje ochrony gwardziści używają również następujących środków obronnych:
- pistolet SIG P220
- karabin SIG SG 550 lub SG 552
- gaz łzawiący RSG-2000
- pistolet Glock 19
- pistolet maszynowy Heckler & Koch MP7

## Zadania
Gwardia Szwajcarska – oprócz pełnienia funkcji reprezentacyjno-honorowych – od początku swego istnienia stanowi ochronę osobistą papieża i Pałacu Apostolskiego. Strzeże również granic Państwa Watykańskiego, a od niedawna jej członkowie (w strojach cywilnych) towarzyszą papieżowi w jego zagranicznych pielgrzymkach.
Podczas wakatu Stolicy Apostolskiej Gwardia podlega władzy kamerlinga i strzeże niezakłóconego przebiegu konklawe.